# Зверобой чашечковидный
Зверобо́й чашечкови́дный, или Зверобо́й ча́шечный (лат. Hypericum calycinum) — полукустарниковое растение, вид рода Зверобой (Hypericum) семейства Зверобойных (Hypericaceae).

## Ботаническое описание

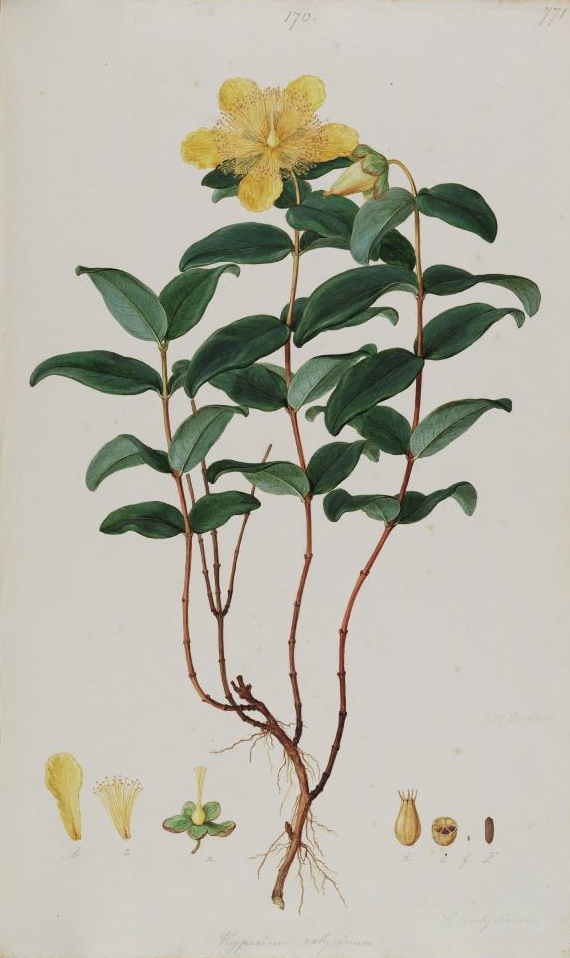
Ботаническая иллюстрация из книги John Sibthorp's «Flora Graeca»

Полукустарник высотой 50 см, голый. Кора красновато-бурая. Ветви простёртые, четырёхгранные. Листья вечнозелёные, практически сидячие, кожистые, форма продолговато-эллиптическая или яйцевидно-эллиптическая. Длина листьев 2,5—7 см, ширина 0,8—2,5 см. Листья тупые либо немного островатые.
Цветки одиночные, довольно большие, диаметром 6—8 см. Прицветники продолговато-овальной формы, длиной 1,5 см и шириной 0,6 см, немного островатые. Чашелистники яйцевидной формы, длиной 1,2—1,5 см и шириной 0,7 см, тупые, кожистые, не исчезают при плодах. Лепестки продолговато-яйцевидной формы, длиной 2,5—3 см, шириной 1,5—1,8 см, тупые, опадают. Тычинки многочисленные, срастаются в 5 пучков, в каждом из которых по 60—100 тычинок.
Завязь яйцевидной формы, длиной 5—7 мм. Столбиков 5, длина 1—1,2 см. Коробочка пятигнёздная, овальной формы, длиной 9 мм и шириной 5 мм, поникшая, практически кожистая. Семена цилиндрической формы, длиной 1 мм, ячеистые, коричневого цвета. Цветение длится с июня по июль. Плодоношение происходит в октябре.
Вид описан из Греции.

## Экология и распространение
Зверобой чашечковидный предпочитает произрастать на открытой местности, тем не менее может расти и в полутени. Используется человеком с 1676 года. Семена способны к произрастанию при наличии света и температуры 10—30°С.
Распространён в Турции, Болгарии и Греции. Интродуцирован в Австралию и Новую Зеландию. В Европе используется как декоративное растение, и засаживается в парках и садах.

## Галерея
| |  |  |  |
| Слева направо: 1 — общий вид группы цветущих растений; 2 — общий вид одиночного растения; 3 — листья; 4 — цветок. |  |  |  |

## Классификация
Вид Зверобой чашечковидный входит в род Зверобой (Hypericum) семейство Зверобойные (Hypericaceae).
|  |                  |  |                     |                          |                          |  | ещё 164 порядка покрытосеменных (согласно Системе APG II) | ещё 164 порядка покрытосеменных (согласно Системе APG II) |                                           |  |  |  | ещё 9 родов        | ещё 9 родов                |  |  |
|  |                  |  |                     |                          |                          |  | ещё 164 порядка покрытосеменных (согласно Системе APG II) | ещё 164 порядка покрытосеменных (согласно Системе APG II) |                                           |  |  |  | ещё 9 родов        | ещё 9 родов                |  |  |
|  |                  |  |                     | отдел Цветковые растения |                          |  |                                                           |                                                           | семейство Зверобойные                     |  |  |  |                    | вид Зверобой чашечковидный |  |  |
|  |                  |  |                     | отдел Цветковые растения |                          |  |                                                           |                                                           | семейство Зверобойные                     |  |  |  |                    | вид Зверобой чашечковидный |  |  |
|  | царство Растения |  |                     |                          | порядок Мальпигиецветные |  |                                                           |                                                           | род Зверобой                              |  |  |  |                    |                            |  |  |
|  | царство Растения |  |                     |                          |                          |  |                                                           |                                                           |                                           |  |  |  |                    |                            |  |  |
|  |                  |  | ещё около 21 отдела | ещё около 21 отдела      |                          |  |                                                           | ещё 36 семейств (согласно Системе APG II)                 | ещё 36 семейств (согласно Системе APG II) |  |  |  | ещё около 60 видов |                            |  |  |
|  |                  |  |                     | ещё около 21 отдела      |                          |  |                                                           |                                                           | ещё 36 семейств (согласно Системе APG II) |  |  |  |                    |                            |  |  |

### Синонимы
По данным The Plant List на 2013 год, в синонимику вида входят:
- Androsaemum calycinum (L.) T.Lestib.
- Ascyrum calycinum (L.) Poir.
- Ascyrum coriaceum Moench, nom. illeg.
- Eremanthe calycina (L.) Spach
- Eremanthe venosa (Lam.) K.Koch
- Hypericum grandiflorum Salisb., nom. illeg.
- Hypericum venosum Lam.
- Norysca calycina (L.) Blume
- Norysca venosa (Lam.) Blume